# Цгачас-Нек (област)
Област Цгачас-Нек е разположена в югоизточната част на Лесото. Площта ѝ е 2349 км², а населението, според преброяването през 2016 г., е 74 566 души. Административен център е град Цгачас-Нек. На юг Цгачас-Нек граничи с провинция Източен Кейп на РЮА, а на юг с провинция Квазулу-Натал. Областта е разделен на 3 избирателни района.